# Thạch Thao (Tào Ngụy)
Thạch Thao (giản thể: 石韬; phồn thể: 石韜; bính âm: Shi Tao; ? – ?), tự Quảng Nguyên (廣元), là quan viên Tào Ngụy thời Tam Quốc trong lịch sử Trung Quốc. Hậu thế thường gọi Thạch Quảng Nguyên, Thôi Châu Bình, Mạnh Công Uy, Từ Nguyên Trực là Gia Cát tứ hữu.

## Cuộc đời
Thạch Thao quê ở quận Dĩnh Xuyên thuộc Dự Châu, cùng bạn cùng quận là Từ Thứ kết giao thân ái. Khoảng năm 190–193, Trung Nguyên loạn lạc, Thao cùng Thứ đến Kinh Châu tị nạn, cùng danh sĩ Gia Cát Lượng người Từ Châu đặc biệt thân thiết.
Đầu niên hiệu Kiến An (196–220), Thạch Thao theo Gia Cát Lượng, Từ Thứ, Mạnh Kiến cầu học. Ba người Thao, Thứ, Kiến đều dốc sức học đến tỉ mỉ thuần thục, còn Lượng chỉ đọc đại khái. Gia Cát Lượng sớm tối đều thong dong, thường ôm gối cười dài, nói rằng: Ba người ra làm quan có thể đến chức Thứ sử, Quận thú vậy. Sau Thạch Thao cùng Tứ Thứ làm khách ở chỗ Tả tướng quân Lưu Bị.
Năm 208, Tào Tháo chiếm Kinh Châu. Thạch Thao theo Tứ Thứ quy hàng Tào Tháo. Những năm 220–226, Thạch Thao làm quan cho chính quyền Tào Ngụy, lần lượt trải qua các chức Quận thú, Điển nông Hiệu úy.
Năm 228, Gia Cát Lượng dẫn quân Bắc phạt, ra Lũng Hữu, hay tin Thạch Thao quan chỉ đến Quận thú, Từ Thứ chỉ đến Ngự sử Trung thừa, cảm thán rằng: Nước Ngụy lắm kẻ sĩ tài giỏi thay! Đến hai người ấy cũng chẳng được dùng sao?

## Trong văn hóa
Trong tiểu thuyết Tam quốc diễn nghĩa, Thạch Thao với tên Thạch Quảng Nguyên xuất hiện ở hồi 37, được Tư Mã Huy giới thiệu là bạn của Gia Cát Khổng Minh. Lưu Bị lần thứ hai đến nhà tranh mời Khổng Minh, gặp gỡ Thạch Quảng Nguyên, Mạnh Công Uy. Lưu Bị muốn mời hai người cùng đến nhà Khổng Minh, nhưng Thạch Thao từ chối với lý do bản thân là kẻ quê mùa không quan tâm thế sự:
Chúng tôi là bọn quê mùa, chẳng biết đâu đến những việc trị nước yên dân, xin đừng bận lòng hỏi chúng tôi những việc ấy. Mời ông cứ lên ngựa đi tìm Ngoạ Long.
Về sau cũng tiết lộ Thạch Quảng Nguyên cùng Thôi Châu Bình từng chỉ dạy Tư Mã Vọng về trận pháp. Nhờ đó mà Tư Mã Vọng có thể chống lại Bát trận đồ của Khương Duy.